# Kuków (Stryszawa)

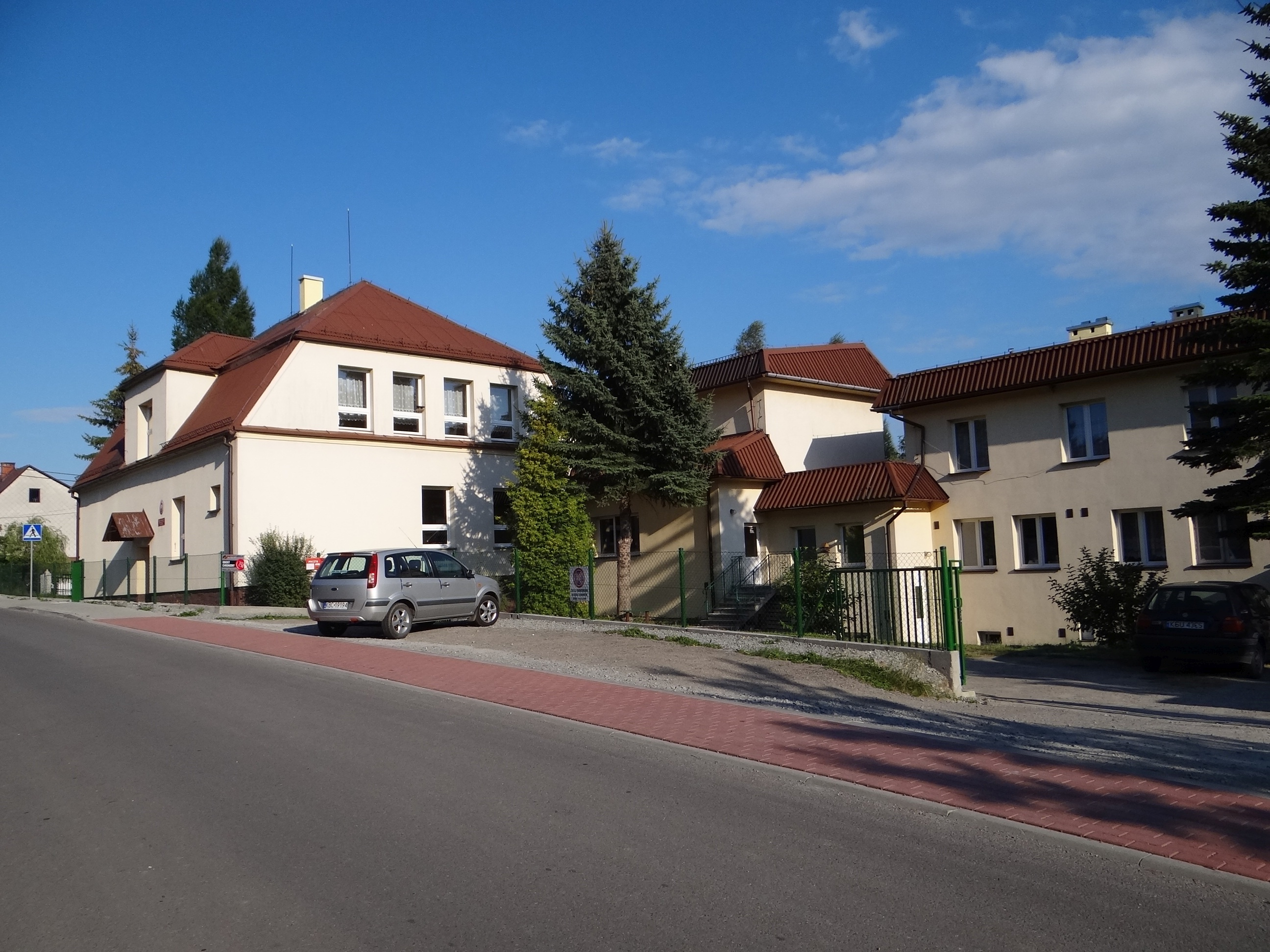
Ortsschule

Kuków ist eine Ortschaft mit einem Schulzenamt der Gemeinde Stryszawa im Powiat Suski der Woiwodschaft Kleinpolen in Polen.

## Geographie
Der Ort liegt zwischen den Capia Górka in den Kleinen Beskiden im Norden und den Makower Beskiden im Süden, am Bach Koconka im Zuflussgebiet der Skawa. Die Nachbarorte sind Krzeszów im Norden, Stryszawa im Osten, Lachowice im Süden, Las im Westen, sowie Targoszów im Nordwesten.

## Geschichte
Der Ort wurde von Piotr Komorowski, dem Besitzer des Landes Saybusch, im frühen 16. Jahrhundert durch Walachen gegründet. Später gehörte er zur Herrschaft von Ślemień.
Bei der Ersten Teilung Polens kam das Dorf 1772 zum neuen Königreich Galizien und Lodomerien des habsburgischen Kaiserreichs (ab 1804). Ab 1782 gehörte es dem Myslenicer Kreis (1819 mit dem Sitz in Wadowice). Nach der Aufhebung der Patrimonialherrschaften bildete es nach 1850 eine Gemeinde im Gerichtsbezirk Wadowice im Gerichtsbezirk Ślemień (ab 1906 mit dem Sitz in Sucha) im Bezirk Saybusch. Damals wurde dort Siderit gefördert, der in den Hütten in Sucha und Maków bearbeitet wurde.
1918, nach dem Ende des Ersten Weltkriegs und dem Zusammenbruch der k.u.k. Monarchie, kam Kuków zu Polen. Unterbrochen wurde dies nur durch die Besetzung Polens durch die Wehrmacht im Zweiten Weltkrieg. Es gehörte dann zum Landkreis Saybusch im Regierungsbezirk Kattowitz in der Provinz Schlesien (seit 1941 Provinz Oberschlesien).
Von 1975 bis 1998 gehörte Kuków zur Woiwodschaft Bielsko-Biała.